# Мазитов, Яудат Зиганурович
Яудат Зиганурович Мазитов (род. 8 марта 1943, Урняк, Башкирская АССР) — строитель, бригадир треста «Салаватстрой», Герой Социалистического Труда.

## Биография
Яудат Зиганурович Мазитов родился 8 марта 1943 года в селе Урняк (Чекмагушевский район), с 17 лет работал грузчиком на складе Чекмагушевского райпотребсоюза, разнорабочим строительного участка № 10 Башпотребсоюза. Уехав в 1961 году по комсомольской путевке в Салават в 18 лет, работал там разнорабочим СУ-1 треста «Салаватстрой».
С 1965 года — бригадирм каменщиков треста. Участвовал в строительстве жилых домов и промышленных объектов в Салавате и районах Башкортостана. Является автором кирпичного узора на доме по адресу г. Салават, ул. 30 лет Победы, дом 11.
Я. З. Мазитов — депутат Верховного Совета БАССР одиннадцатого созыва
С 1989 по 1998 годы — мастер СУ-1 треста «Салаватстрой». В настоящее время проживает в Салавате, находится на пенсии.

### Семья
Женат (Фарида Минниахметовна), имеет 2-х детей, внук Тимур.

## Награды
- Герой Социалистического Труда (1985),
- два ордена Ленина (1981, 1985) и орден Трудового Красного Знамени,
- почётная Грамота Министерства промышленного строительства ЦК профсоюзов работников Промстройматериалов СССР.